# Torneo Acropolis 2005
Il Torneo Acropolis 2005 si è svolto dal 5 al 7 settembre 2005.

Gli incontri si sono svolti nell'impianto "Olympiahalle" di Atene.

## Squadre partecipanti
1. Germania
2. Grecia
3. Italia
4. Serbia e Montenegro

## Risultati
| Atene 5 settembre | Grecia | 91 – 81 | Germania | Olympiahalle |

| Atene 5 settembre | Italia | 89 – 95 | Serbia e Montenegro | Olympiahalle |

| Atene 6 settembre | Grecia | 91 – 72 | Serbia e Montenegro | Olympiahalle |

| Atene 6 settembre | Italia | 97 – 79 | Germania | Olympiahalle |

| Atene 7 settembre | Grecia | 82 – 76 | Italia | Olympiahalle |

| Atene 7 settembre | Germania | 60 – 70 | Serbia e Montenegro | Olympiahalle |

## Classifica Finale
| -  | Team                | PT | V - P | PF - PS   |
| -- | ------------------- | -- | ----- | --------- |
| 1. | Grecia              | 6  | 3 - 0 | 264 - 229 |
| 2. | Serbia e Montenegro | 4  | 2 - 1 | 237 - 240 |
| 3. | Italia              | 2  | 1 - 2 | 262 - 256 |
| 4. | Germania            | 0  | 0 - 3 | 220 - 258 |

## MVP
| Titolo | Giocatore            |
| ------ | -------------------- |
| MVP    | Dīmītrīs Diamantidīs |